# Platythomisus
Platythomisus es un género de arañas araneomorfas de la familia Thomisidae.

## Descripción
Las hembras alcanzan una longitud corporal de unos 20 mm, los machos crecen hasta 4 mm. El cefalotórax liso y convexo es bastante grande, con patas lisas y delgadas que no son particularmente largas. Las patas a menudo no tienen espinas, con la excepción ocasional de los dos primeros pares. El opistosoma es robusto y ovalado.

## Especies
- Platythomisus deserticola Lawrence, 1936
- Platythomisus heraldicus Karsch, 1878
- Platythomisus insignis Pocock, 1899
- Platythomisus jubbi Lawrence, 1968
- Platythomisus jucundus Thorell, 1894
- Platythomisus nigriceps Pocock, 1899
- Platythomisus octomaculatus (C. L. Koch, 1845)
- Platythomisus pantherinus Pocock, 1898
- Platythomisus quadrimaculatus Hasselt, 1882
- Platythomisus scytodimorphus (Karsch, 1886)
- Platythomisus sexmaculatus Simon, 1897
- Platythomisus sibayius Lawrence, 1968
- Platythomisus sudeepi Biswas, 1977
- Platythomisus xiandao Lin & Li, 2019